# Elytranthe pseudopsilantha
Elytranthe pseudopsilantha är en tvåhjärtbladig växtart som beskrevs av Rajasek.. Elytranthe pseudopsilantha ingår i släktet Elytranthe och familjen Loranthaceae. Inga underarter finns listade i Catalogue of Life.